# Pfarrkirche Kleinhadersdorf

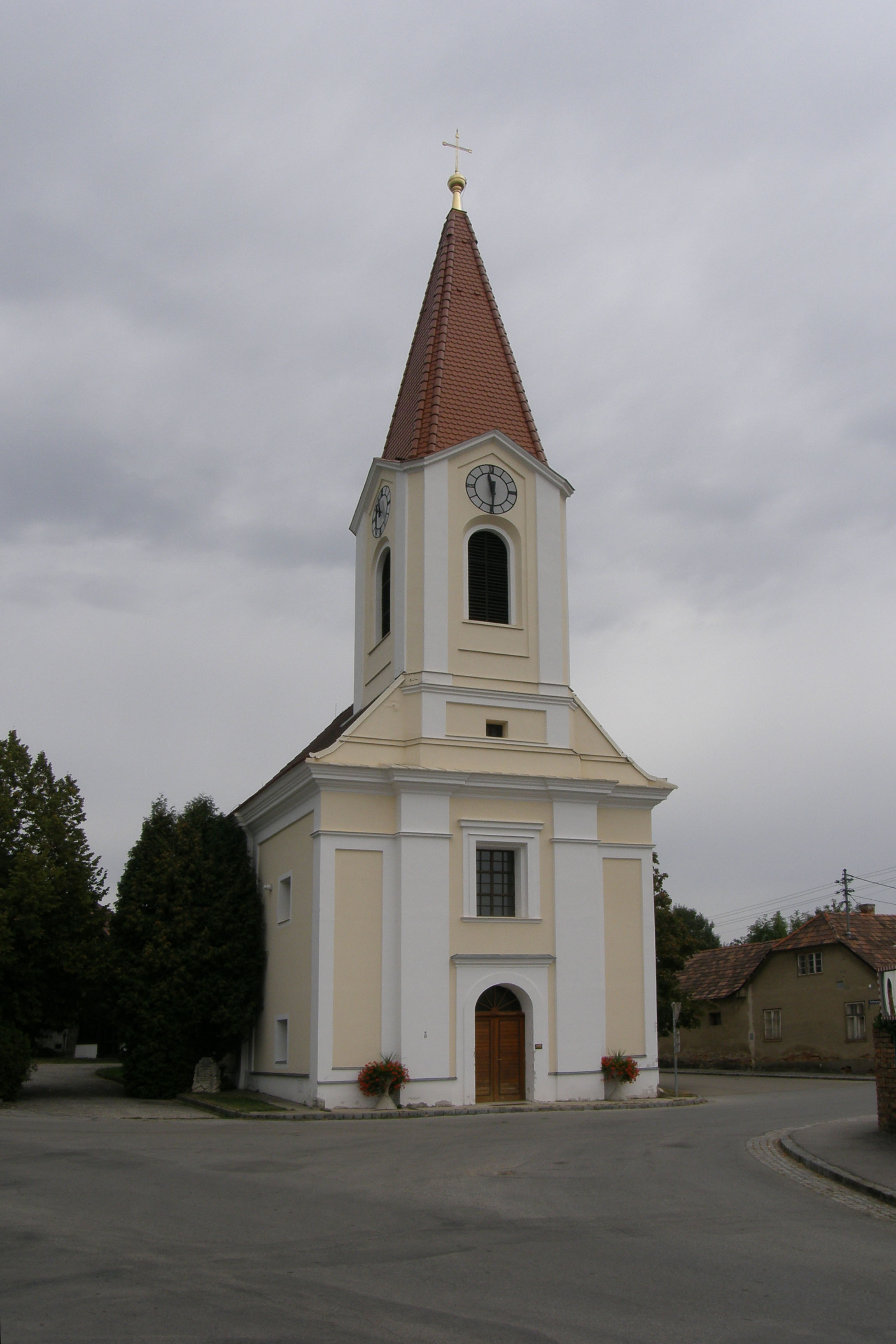
Pfarrkirche Kleinhadersdorf

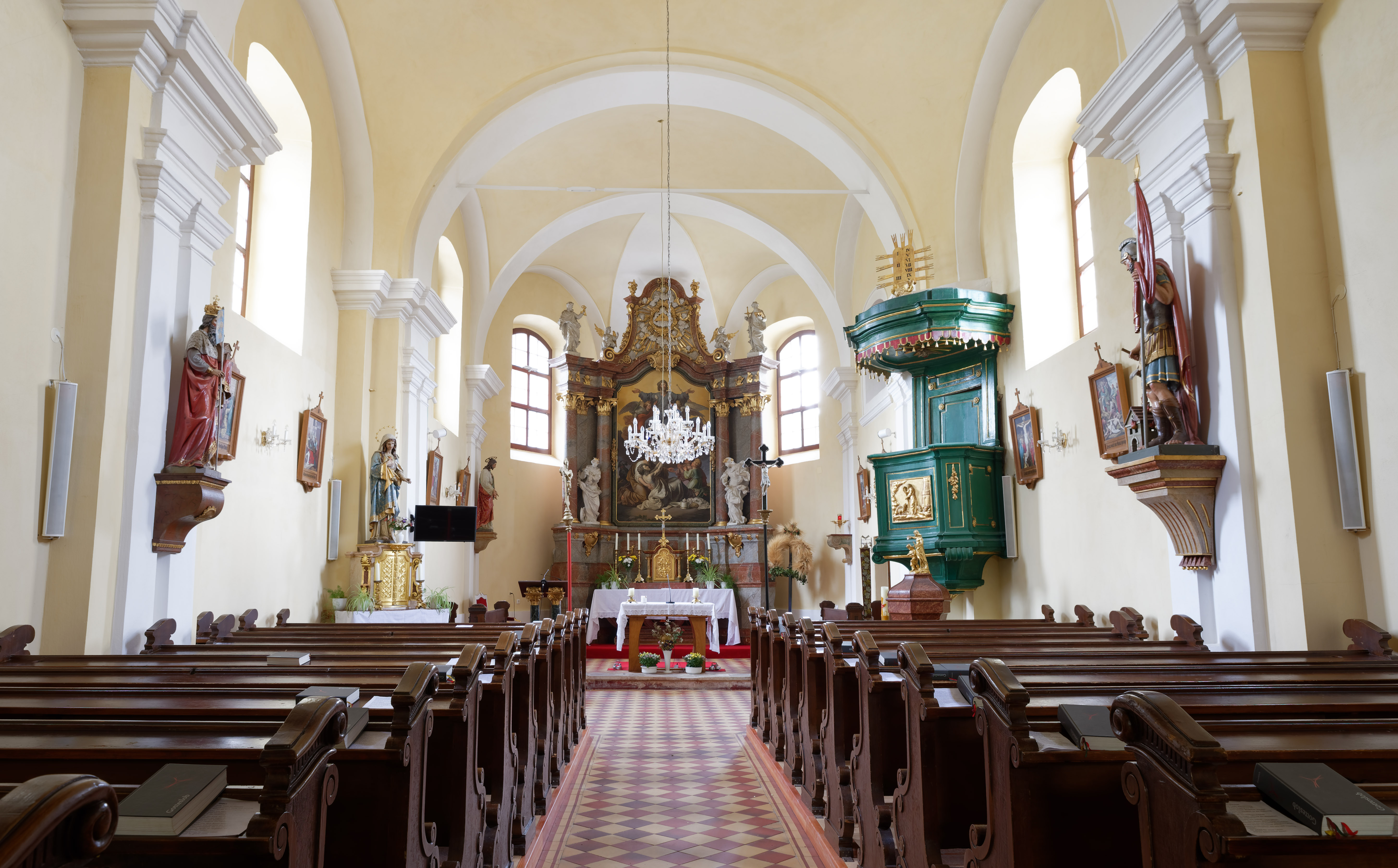
Innenansicht

Die Pfarrkirche Kleinhadersdorf, ein josephinischer Bau mit mittelalterlichem Kern, ist eine römisch-katholische Kirche in Kleinhadersdorf in Niederösterreich. Sie steht unter dem Patrozinium des Heiligen Rochus und gehört zum Dekanat Poysdorf im Vikariat Unter dem Manhartsberg in der Erzdiözese Wien. Das Bauwerk steht unter Denkmalschutz (Listeneintrag).

## Baugeschichte
Die Kirche erhebt sich inmitten des alten Friedhofs im Norden des Ortes. Die Pfarre besteht seit 1784. Nach einem Brand 1945 wurden Dach und Turm renoviert.
Nach der Zerstörung der Vorgängerkirche im Ersten Weltkrieg wurde die heute vorhandene Kirche erbaut.
Das Äußere ist gekennzeichnet durch die Turmfassade, den eingezogenen, dreiseitig geschlossenen Chor im Norden und ein Langhaus mit leicht eingezogenem Vorjoch. Die südliche Giebelfassade mit Turmaufsatz zwischen Giebelschrägen und Giebelspitzhelm aus der Zeit nach 1945 hat ein Rundbogenportal in rechteckigem Portalfeld. Östlich am Chor liegt ein zweigeschoßiger Anbau.
Das zweijochige Langhaus und der einjochige Chor sind mit einem Platzlgewölbe über Gurtbögen auf Doppelpilastern ausgestattet. Darunter befinden sich eine Empore aus Holz und ein rundbogiger Triumphbogen. Das Oratorium hat Segmentbogenfenster.
Der barocke Hochaltar wurde Mitte des 18. Jahrhunderts geschaffen. Seine Säulenädikula mit geschwungenem Giebel über Doppelsäulen ruht auf balusterartigen Sockeln. Er verfügt über barocke Schnitzfiguren der Heiligen Katharina und Rosalia sowie über Bildnisse der Heiligen Petrus und Paulus in der Gebälkzone. Auf dem mit Ludwig Steiner 1842 bezeichneten Altarblatt ist der Kirchenpatron Rochus abgebildet. Das barocke Tabernakel des Hochaltars steht auf dem Seitenaltar. Die Orgel wurde 1868 von Franz Reusch angefertigt. Die übrige Ausstattung stammt aus der Bauzeit. Die Kirchenglocken wurden von Georg Weisenhauer 1649 und 1762 angefertigt.

## Kohárygruft

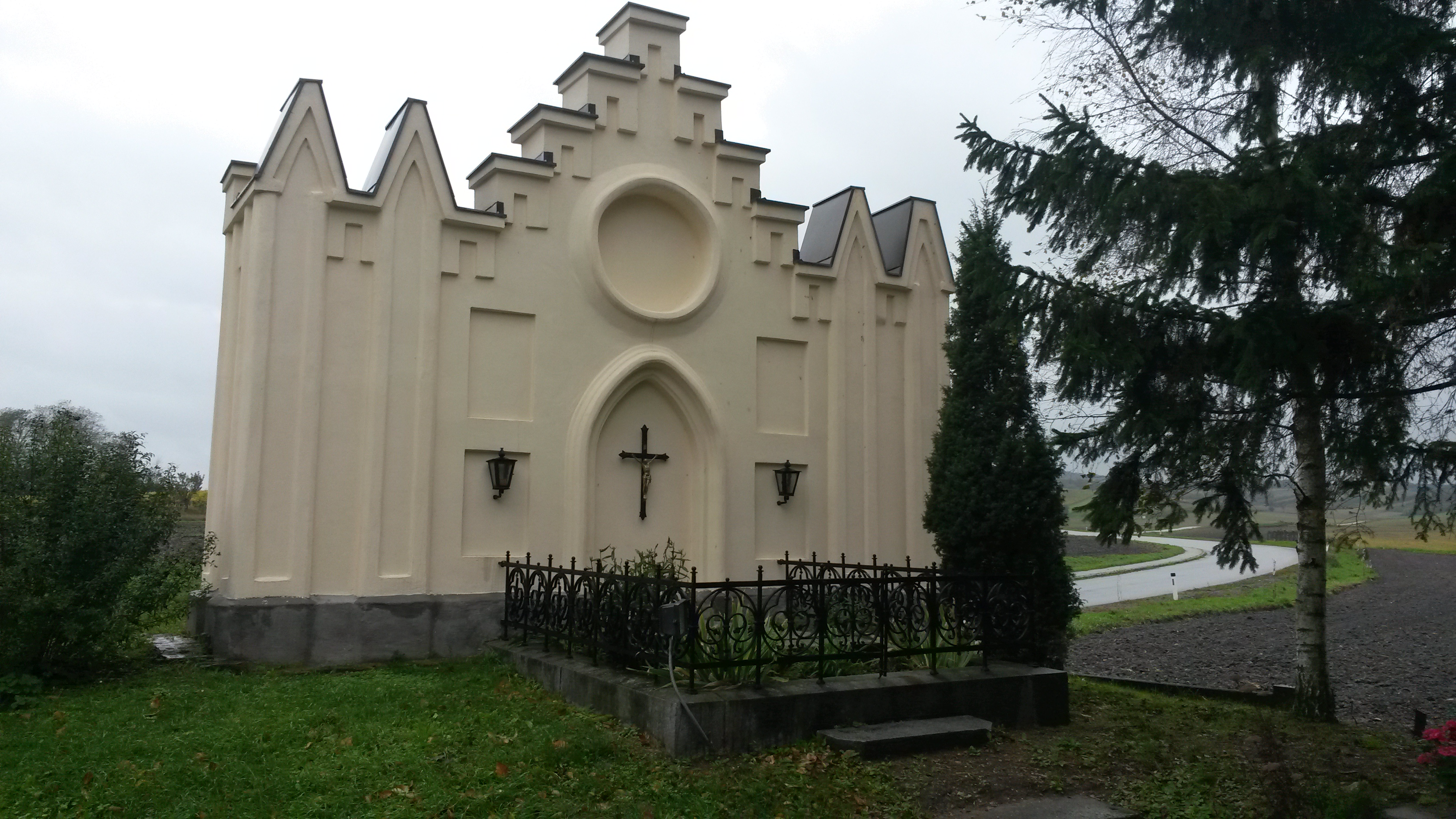
Koháry-Gruft in Kleinhadersdorf

In der Nordwestecke des ehemaligen Friedhofs befindet sich unmittelbar neben der Pfarrkirche die neugotische Gruft der Familie Koháry. 1798 wurde Franz Seraph Koháry (* 1792), der im Wiener Palais an den Blattern verstorben war, auf Anordnung seines Vaters Franz Joseph Koháry hier beigesetzt. Warum der Erbsohn hier und nicht in der Familiengruft in der Abteikirche Hronský Beňadik beigesetzt wurde, ist nicht bekannt. Die Pfarrchronik von Kleinhadersdorf verweist auf die „Zuneigung der hiesigen Untertanen zur Herrschaft“, weitere Gründe sind nicht angegeben.
1803 wurde die Mutter von Franz Joseph Koháry, Maria Gabriela Gräfin Cavriani (1736–1803) in Kleinhadersdorf beigesetzt. Es folgten die Schwester seines Vaters, Gräfin Theresia Koháry und seine Schwester Maria Theresia (1761–1812), verheiratete Gräfin Haller von Hallerkeö. Die letzte Beisetzung war 1815 eine weitere Schwester von Franz Joseph Koháry, Josepha (1764–1815), verheiratete Gräfin Laurencin d’Armond. Franz Joseph Koháry und seine Frau Maria Antonia von Waldstein wurden wieder in der Familiengruft in Hronsky Benadik bestattet.
1840 wurde im Auftrag von Ferdinand Georg von Sachsen-Coburg-Saalfeld und seiner Frau Maria Antonie Koháry, der Tochter und Erbin von Franz Joseph Koháry, die Gruft erneuert. Die Pläne stammen vom Architekten Franz von Neumann. Um 1900 ließ Zar Ferdinand von Bulgarien die Gruft renovieren und stiftete ein eisernes Einfassungsgitter. 2014 wurde die Gruft erneut saniert.